# Dolny Wielbłąd

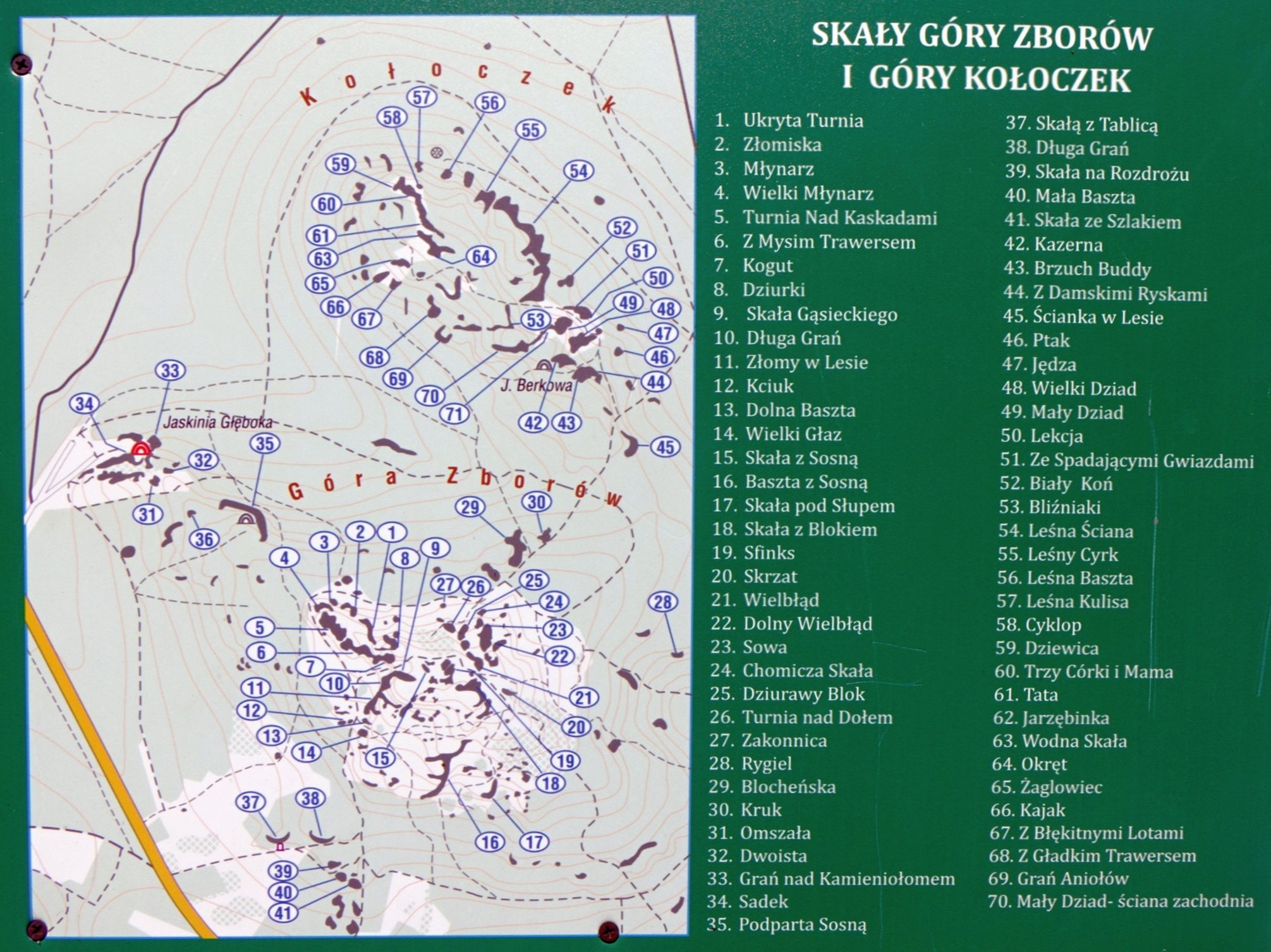
Skały Góry Zborów i Kołoczka

Dolny Wielbłąd – skała na wzniesieniu Góra Zborów w miejscowości Kroczyce w województwie śląskim, w powiecie zawierciańskim, w gminie Kroczyce. Wzniesienie to należy do tzw. Skał Kroczyckich i znajduje się w obrębie rezerwatu przyrody Góra Zborów na Wyżynie Częstochowskiej.
Dolny Wielbłąd to wapienna skała znajdująca się na otwartym terenie w północnej części zgrupowania skał Góry Zborów, w sąsiedztwie skały Sówka, Minogi i Chomicza Skała. Skały te znajdują się w obrębie rezerwatu przyrody, ale przy zachowaniu określonych warunków dopuszczalna jest na nich wspinaczka skalna. Dolny Wielbłąd ma wysokość do 14 m, ściany połogie lub pionowe z wieloma rysami Jego lokalizację pokazuje tablica zamieszczona przy wejściu do rezerwatu przyrody Góra Zborów. Na portalu wspinaczy skalnych jest opisany jako Wielbłąd, ściana zachodnia I, czasami skały Wielbłąd, Dolny Wielbłąd i Minogi opisywane są razem jako Wielbłądy.
Wśród wspinaczy skalnych Dolny Wielbłąd cieszy się niewielką popularnością, ale odbywają się na nim kursy wspinaczki skalnej. Jest 5 dróg wspinaczkowych o trudności od V+ do VI.2 w skali Kurtyki. Trzy drogi wspinaczkowe mają zamontowane stałe punkty asekuracyjne; ringi i stanowisko zjazdowe (st), na pozostałych wspinaczka tradycyjna (trad).

## Drogi wspinaczkowe
1. Rysa Malczyka; VI.1, trad
2. Szczegóły nieznane; VI.2, 4r + st
3. Jembasówka; VI.1+, 2r, trad
4. Rześkie pląsy; VI.2, 4r + st
5. Rześka rysa; V+, trad[1].